# Andorra vid världsmästerskapen i simsport 2022
Andorra tävlade vid världsmästerskapen i simsport 2022 i Budapest i Ungern mellan den 17 juni och 3 juli 2022. Andorra hade en trupp på två idrottare.

## Simning
Herrar
| Idrottare     | Gren                | Heat  | Heat      | Semifinal        | Semifinal        | Final            | Final            |
| Idrottare     | Gren                | Tid   | Placering | Tid              | Placering        | Tid              | Placering        |
| ------------- | ------------------- | ----- | --------- | ---------------- | ---------------- | ---------------- | ---------------- |
| Bernat Lomero | 50 meter frisim     | 23,29 | 53        | Gick inte vidare | Gick inte vidare | Gick inte vidare | Gick inte vidare |
| Bernat Lomero | 50 meter fjärilsim  | 24,34 | 43        | Gick inte vidare | Gick inte vidare | Gick inte vidare | Gick inte vidare |
| Tomás Lomero  | 100 meter frisim    | 52,16 | 65        | Gick inte vidare | Gick inte vidare | Gick inte vidare | Gick inte vidare |
| Tomás Lomero  | 100 meter fjärilsim | 55,04 | 46        | Gick inte vidare | Gick inte vidare | Gick inte vidare | Gick inte vidare |